# ОШ „Милош Црњански” Жабаљ
ОШ „Милош Црњански” једна jе од основних школа на подручју општине Жабаљ. Налази се у улици Трг Светог Саве 4 у Жабљу.

## Историјат
Најстарији податак о српској школи је забележен 1735. године. Садашња стара зграда датира из 1910, док је нова школска зграда изграђена 1976. године. Школа је до 2006. носила назив „Стеван Дивнин Баба”, а од тада мења име у данашње ОШ „Милош Црњански”. У оквиру зграде на око 4500 метара квадратних школује се скоро деветсто ученика који се образују у двадесеттри учионице и шест кабинета. У оквиру школе се налази фудбалски и кошаркаши терен, као и фискултурна сала.